# Keblice
Keblice település Csehországban, a Litoměřicei járásban. Keblice Lukavec, Vrbičany, Rochov, Siřejovice, Terezín, Lovosice, Bohušovice nad Ohří, Brňany és Brozany nad Ohří településekkel határos. Lakosainak száma 379 fő (2024. január 1.).

## Népesség
A település lakosságának változását az alábbi diagram mutatja:
| Lakosok száma | 556  | 568  | 755  | 458  | 365  | 313  | 367  | 371  | 377  | 379  |
|               | 1869 | 1890 | 1921 | 1950 | 1980 | 2001 | 2017 | 2019 | 2022 | 2024 |